# João Baptista de Campos Aguirra
João Baptista de Campos Aguirra (Limeira, 4 de setembro de 1871 - Bragança Paulista, 12 de outubro de 1962) foi um pesquisador e arquivista brasileiro. Filho de João Baptista de Campos Pinto e Rosa Amélia de Aguirre(o sobrenome de família é Aguirre, porém ele adotou Aguirra passando a assinar assim artigos, cartas e outros documentos). Era irmão de D. Theresa Cunha Bueno, viscondessa de Cunha Bueno.
É reconhecido por sua atuação na compilação de importantes arquivos históricos e geográficos brasileiros, entre mapas, cartas topográficas e plantas, que atualmente compõem a Coleção Aguirra, no Museu Paulista da Universidade de São Paulo. Esses documentos reunem dados sobre títulos de propriedades imobiliárias e sobre a urbanização e a formação territorial do Brasil, principalmente do estado e da cidade de São Paulo.

## Biografia
De acordo com o artigo de Walter Pires, apesar de ser considerado um historiador, Aguirra não teve formação na área e apenas recebeu essa identificação pelas suas atividades e produção intelectual, que contribuíram para o desenvolvimento da área.
Aguirra ainda foi proprietário da firma Aguirra & Cia – Comissários, localizada no centro de São Paulo, que atuava na área de imóveis. Esta empresa também possuía propriedades, alguns destes imóveis localizados na zona sul da capital. Uma das glebas que deu origem ao loteamento do bairro Jardim da Saúde, por exemplo, pertencia à esta empresa.
Por volta da década de 40, foi proprietário de outra empresa Informações Aguirre. Informações sobre títulos de propriedades imobiliárias, que lidava com os documentos que mais tarde comporiam a Coleção Aguirra.
Em 1924, também passou a ser sócio do Instituto Histórico e Geográfico de São Paulo (IHGSP), onde publicou cinco artigos sobre temas ligados à instituição no período de 1928 a 1938. Além dos artigos, também trabalhou na organização do arquivo e biblioteca desta entidade, participou em 1926 da comissão sobre a questão de limites entre os estados de São Paulo e Minas Gerais. 
Também associou-se ao Centro de Ciências e Letras de Sorocaba. 
Ainda publicou outros sete artigos na revista do Arquivo Histórico Municipal de São Paulo entre 1934 e 1935. Os temas eram questões orçamentárias, estatísticas e de propriedades dos séculos XVIII e XIX.
Em 1841, em uma entrevista ao jornal Diário da Noite, Aguirra comenta que realizava 'permutas' com os cartórios, estes fornecendo cópias de documentos em troca de um fichário completo, organizado. Afirmava que seu acervo era resultado de mais de vinte anos de pesquisa e deveria conter cerca de quinhentas mil fichas. Graças às suas pesquisas, é possível ter conhecimento de algumas disputas de propriedades daquela época, como da Vila Mariana na área do córrego da Traição com o córrego do Sapateiro, conflitos no Ibirapuera, na área conhecida como Chácara Moreira, entre outros.
Faleceu solteiro e após sua morte, sua coleção de registros paroquiais de terras, cópias de testamentos antigos e outros documentos históricos passaram para a guarda do Museu Histórico do Estado de São Paulo.